# ザ・カゲスター
『ザ・カゲスター』は、1976年4月5日から同年11月29日まで全34話がNET系で毎週月曜日19時00分 - 19時30分に放送された、東映制作の特撮テレビドラマ。およびそれに登場するヒーローの名称。

## ストーリー
白蝋魔人の一団に誘拐された風村コンツェルンの令嬢・鈴子とその秘書・姿 影夫は、隙を見てアジトから脱出に成功する。だが、逃げる途中で2人は誤って崖から転落、ともに高圧電線に触れてしまった。そのとき、電気ショックによって悪を憎む2人の心が影に宿り、カゲスターとベルスターの2人の超人が誕生した。
影夫と鈴子はカゲスターとベルスターの力で悪と戦うことを決意。私利私欲のために人々を苦しめる犯罪者たちを次々と倒してゆく。やがて彼らの背後に、ドクター・サタン率いる巨大組織「サタン帝国」の存在が浮き彫りとなる。カゲスターとベルスターは、世界征服を目論むサタン帝国の怪人たちに敢然と立ち向かう。

## 解説

### 特徴
人間の記憶や性格、声をインプットしたロボット変身ヒーロー「宇宙鉄人キョーダイン」に続く東映の異色変身ヒーロー物で、本作品は主人公の影に魂が乗り移り戦うという異色の設定である。「変身」に代わるヒーロー登場の手段として「影よ、行け！」という掛け声と分身ポーズが存在した。
男性と女性のペアの主人公は珍しくないが、普段の人間の姿のときは女性のほうが上位で男性が部下というのは珍しい。シリーズ前半ではサラリーマン喜劇の要素も取り入れられている。
第12話までは、それぞれ独自の組織を率いるさまざまな犯罪者が登場した。これらの犯罪者は顔や口元が露出しているケースが多く（一部は頭部にマスクを着用）、完全な着ぐるみからの脱却を図っていた。ヒーローが、特定の組織ではなく、毎回違った犯罪者と対決するという構図は『バットマン』などアメコミの強い影響を受けている。
実写である本作品ではさまざまな制約の関係上、中盤からは、影夫や鈴子が直接変身したような描写に変更されるなど試行錯誤が続いた。
マントを効果的に魅せるアクションやベルスターのミニスカートを翻しての立ち回りが話題となった。影を用いた独特な演出も特徴となっており、カゲロベェの作画合成など独特な映像表現もファンからは高く評価されている。

### 制作
「原作・八手三郎」という肩書きの最初の作品である。実際の企画は仮面ライダーシリーズなどを手掛けた東映プロデューサーの平山亨と阿部征司、後にスーパー戦隊シリーズの企画協力を担当する企画者104によって制作された。
当初はアニメ作品として企画されていたが、広告代理店の大広側からの意向もあり特撮作品へと変更された。
プロデューサーの平山は、元東映社員でのちに旭通信社のプロデューサーとなり、『マジンガーZ』などをプロデュースした春日東とは仕事上の交流はなかったが、春日は平山を東映本社で見かけると話しかけることがあったという。ある日、春日が「平山さんの作品は敵も味方も着ぐるみだけど、たまにはどちらか着ぐるみじゃないものは出来ないのか」という意見を出したため、本作品では敵を生身の人間とした。しかし、撮影スタッフから「いくら悪人でも生身の人間をヒーローがやっつけるのはイジメのようでやりにくい」という苦情が出たため、サタン帝国が登場する第13話以降は普通の怪人となった。その後の『快傑ズバット』では、敵も生身の人間であると同時に、ヒーローであるズバットも生身の人間が強化服を着用している設定とした。
後に東映で数多の特撮作品を演出する長石多可男が、本作品で公式に監督としてデビューを果たしている。長石は本作品のオープニング・エンディングの演出も担当した。デビュー作となった第13話は「難解」という理由でリテイクを出され、不本意ながら撮り直した。長石は後年のインタビューで「その回のビデオを貰って久々に観たが、やっぱりどこが難解なのか分からなかった」と語った。また、カゲスターについて「最初にあのヒーローを見たときは『何だこれは!?』と思ってびっくりした」と述懐している。
本作品は「宇宙刑事シリーズ」などで怪人デザインを多数手がけた野口竜の東映特撮初参加作品でもある。野口は後年「（カゲスターのデザインは）従来のヒーローとは違った斬新なデザインにしようと随分と凝りました」「仕事のシステムが今（1985年）とは違い、他のスタッフと会うことも少なかった」とコメントしている。

## 登場人物
カゲスター
影夫の影が実体化した戦士。
- デザイン画ではマントの柄は全体に星が散りばめられたものであったが、この柄はベルスターのマントに流用された。

ベルスター
鈴子の影が実体化した戦士。
- 企画当初の名称は「メルスター」、乗用マシンは「メルカー」とされていた。
- デザイン画ではレオタード風の衣裳であったが、実際のスーツはミニスカートとなっている。デザインを手掛けた野口竜はイメージソースとして映画『禁断の惑星』のアン・フランシスを挙げている。

### 風村コンツェルン
姿 影夫（）
秘書課に勤務するサラリーマンの青年。正義感が強く、悪を恐れず立ち向かう勇敢な心の持ち主だが上司の社長と神成部長には頭が上がらない。白蝋魔人による誘拐事件に巻き込まれた際に影からカゲスターという分身を生み出す能力を会得。以後、カゲスターとともに悪と戦う。カゲスターが分身した後は虚脱状態になってしまう。13話より鈴子が経営を任された風村フィッシングショップの店員になる。

風村 鈴子（）
社長令嬢で、影夫とともに秘書課に勤務している。白蝋魔人に誘拐された際、影をベルスターという分身として実体化させる能力を会得。影夫やカゲスターと力を合わせて、多くの悪人を捕らえた。13話からは父から風村フィッシングショップを任され、店の経営の傍ら、強大なサタン帝国と戦う。ブレスレットの鈴は危険を察知すると鈴子にしか聞こえない声を出し、彼女に事件の情報を教えてくれる。29話で誕生日を迎える。
- 当初、鈴子 / ベルスター役には、藍とも子がキャスティングされており、スチール写真も撮影されていたが諸般の事情で降板している。

風村社長（）
風村コンツェルン社長にして鈴子の父。娘には甘く、部下には大変厳しい。

風村 牧子（）
風村社長夫人にして鈴子の母。

神成 大吉（）
風村コンツェルン総務部長。風村親子には常に媚びへつらっているが、影夫にはすぐにカミナリを落とす。「サタン帝国編」となってからは第22話と最終話のみ登場。

### 警察
屯田警部（）
警視庁の刑事。自称「名刑事」だがあまり頼りにならない。鈴子の手にキスすると妙案が浮かぶという、変な癖がある。

業平刑事（）
屯田警部の部下。屯田以上に頼りにならない。事あるごとに「ンガーッ！」と叫ぶ。

### その他
千秋（）
風村フィッシングショップのアルバイト。影夫と鈴子がサタン帝国との戦いで抜け出すことが多いため、ほとんど店は彼女が切り盛りしている。

屯田 タケシ（）
屯田警部の一人息子。影夫・鈴子周辺の人物たちはカゲスターやベルスターの存在を知らないため、すでにカゲスターにやられてグロッキーになっている悪人を逮捕する父を「日本一の名警部」と信じて疑わない。

### サタン帝国
ドクターサタン
13話から登場する暗黒組織「サタン帝国」の首領。元ナチスの科学者で、世界征服の野望のためにさまざまな怪人を製造する。常に仮面を被っており、素顔は不明。カゲスターとベルスターの技の応酬を受け敗れ去った。
- デザインは南方の仮面をモチーフとしている。後年、野口は南洋の仮面文化やアフリカン・アートなどを参考にすることがあったといい、『太陽戦隊サンバルカン』や『宇宙刑事シャイダー』などでも同様のモチーフを多用している。

サタン帝国戦闘員
ドクターサタンや怪人の手足となって働く戦闘員。人間の3倍の力を持つ。

## カゲスター・ベルスターの能力
影夫・鈴子の「影よ…影よ、ゆけ！」の呼びかけにより分離して現れる、カゲスターとベルスターの2人は、影を自在に操り悪と戦うが、サタン帝国の構成員を除き、ほとんどの相手は殺さず警察に逮捕させている。マントを使った華麗なアクションも得意。
カゲスターとベルスターが活動中は影夫、鈴子は生気を失ってしまうという設定。ただし全く身動きできなくなるわけではなく、フラフラではあるが歩行などはできる。第10話ではカゲスターが虚脱状態の影夫を見かけ、会話もしている。
また分身であるはずだが、第24話や第28話では鈴子がサタン帝国に洗脳されるとベルスターも洗脳されている。
第10話ではマントを敵に奪われたベルスターが力を発揮できないという描写があったが、第23話でカゲスターが、第25話ではベルスターが、それぞれマントを外したまま通常通り戦っている。またカゲスターは、アリジゴクへ不意打ちする際に地中を移動したり、トンボギラーを追跡する際に空中を飛行したりしている。

### メカニック
フラッシャー
カゲスター、ベルスターが携帯している光線拳銃。カゲローカー、ベルカー、カゲボーシーを出現させる。
カゲローカー
カゲスターの専用バイク。
ベルカー
ベルスターの専用バイク。カゲローカーと同時に召喚する時は「ダブルカー」と総称されることがある。
カゲボーシー
カゲスターとベルスターが操縦する飛行要塞。カゲローカーとベルカーを格納する。空からの敵の捜索で活躍する。
機首は顔のようになっている。口に当たる部分は搭乗口になっている他、第7話や第17話ではここから乗降用のロープを垂らした。第9話では機体の下面からワイヤー付きのボックスを下ろし、エレベーターのようにベルスターや子供達を乗せた。

### カゲスターの技・装備
カゲスター投げ
相手を抱えたまま跳び上がり、上空から投げ落とす。主に前半で悪人を無力化するために使用。
カゲ車輪
横回転しながらマントを振り回して強風を起こし、敵の攻撃を防いだり吹き飛ばしたりする。
カゲ竜巻
カゲ車輪で竜巻を起こす。カメレオン男やアリジゴクを吹き飛ばして倒した。
影への変化
紅ヤモリの吸血ヤモリに取りつかれたときは、黒い人型の影となってヤモリを振り払った。
カマキラーのアジトの罠にかかった際は、不定形の影となって通風孔へ逃げ込んだ。
カゲ分身
影に変化した状態で分身して相手を翻弄する。紅ヤモリに対して使用。
サンセットダッシュ
夕陽を背にして敵へダッシュする。紅ヤモリの肩へ飛び乗って動きを封じる際に使用。
カゲはじき
自らの影の腕を実体化させて伸ばし、対象を弾き飛ばす。第4話で屯田と業平が爆弾の爆発に巻き込まれそうになった時、爆弾を弾き飛ばして2人を助けた。
パラシュートキック
大ジャンプし、空中でマントをパラシュートのように広げて急降下キックを放つ。ネズミ怪人に対して使用。
カゲパンチ
強烈なパンチを叩き込む。コウモリ男を倒した。
ドクガルダーに対しては、飛び掛かりながら両拳を同時に叩き込んで撃破している。
カゲスター五段分身
額の丸い模様を外して投げることで、5体のカゲロベェを召喚する。毒アゲハ戦などで使用。
マントはじき
マントを構えることで敵の攻撃を弾き返す。オオカミマン戦で使用。
カゲスター スクリュー投げ
空中で相手を両脚で挟みこんだまま錐もみ回転し、投げ飛ばす。オオカミマンを倒した。
カゲハンマー

カゲロープ
黒か赤のロープ。敵を絡め取って投げ飛ばすカゲスター ハンマー投げや、武器の奪取に使える。
カゲスターホッパー
マントの中から取り出す、円盤状の投てき武器。豹女戦で使用。
カゲキック
空中から勢いづけて繰り出すキック。サタン帝国の怪人の多くはこの技で倒した。
流星キック
両足の外側にスターシュートを装着した状態で放つカゲキック。キバイノシシなどを撃破。
カゲスター月面キック
月面宙返りから放つカゲキック。ベアーコングの左目を潰した。
カゲスター流星キック
上空から急降下しながらの両足蹴り。TV版の流星キックとは違い、スターシュートは未装備。劇場版でサタン帝国の光線砲を破壊した。
カゲファイヤー
マントの留め具を外して地面に突き立て、敵めがけて火花を走らせる。アリジゴク戦で使用。
カゲトマホーク
投げ斧。2丁同時に使うことも可能。アリジゴクなどに対して使用した。
カゲチョップ
敵めがけて飛び掛かり、空中から手刀を打ち下ろす。ゴリオリバーにダメージを与えた。
カゲスター砂嵐
マントを振るうことで足元の砂を巻き上げる。第22話で使用。
カゲスター砂隠れ
瞬時に姿を消し、別の場所に現れる。第23話で使用。
カゲスター ユーフォーマント
マントを円盤状に変化させて投げつけ、相手に覆い被せる。第23話で使用。
カゲスター岩石落とし
相手を背中合わせの状態で持ち上げ、投げ飛ばす。劇場版でクモ怪人（クモ男）を撃破。
カゲスター兜割り
刺股で敵の体をひっかけて投げ飛ばす。カブトギラーから奪った刺股を利用し、彼を倒した。

### ベルスターの技・装備
ベル車輪
カゲ車輪と同様の技。
ベルスター目くらまし
ベル車輪のように回転し、その様を見た敵の目を回させる。第21話で使用。
ベルタイフーン
ベル車輪で敵の毒ガスを押し返す。キノコンガに対して使用。
ベルキック
カゲキックと同様の技。
ベルファイヤー
カゲファイヤーと同様の技。
腕輪の操作
腕輪を遠隔操作し、敵の腕を締め上げるなどする。ハエドブラーに対して使用。
ベルスター キラーマント
外したマントを手に持ったまま振り上げることで敵を打ち上げる。劇場版で豹女を撃破。

### 共通技・合体技
スターシュート
マントから取り出す星型の手裏剣。
マントを戻す能力
手元から離れたマントを、呼び声一つで手元に引き寄せる。ベルスターは第6話、カゲスターは第9話で使用。
ダブル車輪
2人が怪人を立ち挟んだ状態でマントを回転させ空中へ放り出す必殺技。毒アゲハなどを撃破。
ウルトラ車輪
それぞれが2人ずつに分身し、4人で敵を取り囲んで一斉にマントを回転させる。第20話で使用。
キラーマント
2人が怪人を立ち挟んだ状態で同時にマントを振り上げることで上空高く吹っ飛ばす。ザリガニアンに使用。
ダブルパンチ
2人の腕を交差させたまま拳を振り上げて敵を殴り飛ばす。サンゴラスを撃破。
ダブルタイフーン
2人で敵を左右から取り押さえ、投げ飛ばす。劇場版で再生イノシシ怪人（キバイノシシ）を撃破。
スタークロス
2人が戦闘終了後に決めるポーズ。

#### カゲロベェ
カゲスターとベルスターが自らの影から出現させる、意思を持つ影。言葉を話すことができ、カゲスターを「親分」、ベルスターを「姐御」（鈴子は「鈴子さん」）と呼ぶ。また、遠い場所にいるカゲスターを自分の位置まで呼び寄せるカゲ戻しを使える。巨大化能力も持ち、その状態では相手を両手で握り込むカゲ握り（カゲ縛り）や相手を投げ飛ばすカゲ飛ばしを使う。

## キャスト
- 姿影夫、カゲスター[15]：立花直樹
- 風村鈴子、ベルスター[注釈 6]：早川絵美
- 神成部長：小松政夫
- 風村社長：天草四郎
- 風村牧子：浜田ゆう子
- 屯田警部：小林昭二
- 業平刑事：星純夫
- 千秋：渡井直美
- タケシ：佐野伸寿
- タケシの友人：古見則彦（サブロー）、牛山蕗子（マコ）、小貫千恵子（チコ）、清水大輔（イサオ）
- ドクターサタンの声：納谷悟朗
- 鈴の声：矢島洋子
- カゲロベェの声、ナレーター：沢りつお

### スーツアクター
- カゲスター[16][1]：中村文弥
- カゲスター（代役）[16]：奈良光一
- カゲスター（トランポリン）[16]：湯川泰男
- ベルスター[16][1]：清田真妃
- その他：大島久雄、前田直孝、伊藤勇治（大野剣友会[注釈 7]）、大塚秀宣、影山実、山本雅彦、富永行雄、鈴木洋史、橋本芳郎

### 主なゲスト
括弧内は登場話数。悪人・サタン帝国関係のゲストは放送リストを参照。
- 与久野：杉義一（2話）
- 香山：明石潮（2話）
- ゆかり：竹中ゆりか（2話）
- 美術館館長：近藤準（2話）
- 福井アキラ：江村和紀（3話）
- アキラの父：朝倉一（3話）
- 影夫の上司：二瓶秀雄（3話）
- 富田博之（4話）
- 子供たち：劇団いろは（4話）
- 大山社長：斉藤英雄（5話）
- 大和田健蔵：山本武（6話）
- 大和田の孫：庄野武志、田辺友啓  ほか（6話）
- 須藤えい子：萩原奈穂美（7話）
- 須藤啓介：暁津純（7話）
- 観世音センター職員：橋本春彦（7話）
- 三大寺：田島義文（8話）
- 警視庁捜査係長：守屋俊志（8話）
- 銀行員：入江正徳（10話）
- 犬神博士：東大二朗（11話）
- 三津野博士：増田順司（12話）
- 真由美：小貫千恵子（12話）
- 怪力ロボットX1：山本昌平（13話）
- 峰博士：宮崎和命（13話）
- 西園寺博士：梶哲也（13話）
- マサオ：中村英生（14話）
- ミドリ：鈴木陽子（14話）
- 子供たちの保護者：若尾義昭、桜井明子、酒井郷博、安達由紀、芦沢孝子、八百原寿子（15話）
- 警官：八代駿（15話）
- 南川博士：細川俊夫（16話）
- 医師：相馬剛三（17話）
- 田川アナウンサー：田川勝雄（17・25話）[注釈 8]
- 北東京薬物研究所所員：大矢兼臣（17話）[注釈 8]
- ゴロー：大柴学（19話）
- ゴローの姉：近藤三容子（19話）
- 五十嵐五十鈴、五十嵐美鈴、小林敏也、小林久也（20話）
- 虎松：中本竜夫（20話）
- 虎松のコピー人間：中本恒夫（20話）
- イサム：薄田拓己（21話）
- 陳田のトレーナー：富士乃幸夫（21話）
- 選考委員長：片山滉（21話）
- イチロー：加藤淳也（21話）
- イチローの父：晴海勇三（21話）
- ホテル山下家の支配人：轟謙二（22・23・25話）
- 中山助手：千葉宏和（22話）
- ケンイチ：鈴木まさゆき（23話）
- ケンイチの母：岡田和子（23話）
- 店主：五藤雅博（23話）
- 大神博士：二瓶秀雄（24話）
- 大原博士：弘松三郎（25話）
- 大原ミエ：飛田愛子（25話）
- 医師：河合弦司（25話）
- 朝田博士：高木二朗（26話）
- 朝田浩一：福田信義（26話）
- 平井助手：佐久間祐子（26話）
- 信二の父：小林勝彦（27話）
- 信二の母：内田尋子（27話）
- 信二：大栗正史（27話）
- 坂田：暁津純（28話）
- 五月みつ子：続圭子（30話）
- 五月しのぶ：島さゆり（30話）
- しのぶの祖父：今村原兵（30話）
- 五木一夫：池田秀一（30話）
- 山川ディレクター：若尾義昭（30話）
- 北山博士：外山高士（31話）
- 北山タダオ：中野健（31話）
- ダイスケ：加藤淳也（32話）
- アカギ外科医：小沢忠臣（33話）

## スタッフ
- 原作：八手三郎
- 連載：てれびくん、小学館学習雑誌、テレビランド
- プロデューサー：吉津正（NET）、松永英（大広）、平山亨、阿部征司（東映）
- 脚本：放映リスト参照
- 監督：放映リスト参照
- 音楽：渡辺岳夫[注釈 9]
- 音楽制作：あんだんて
- 撮影：小林武治、古市勝嗣、吉田重業、小川康男、加藤弘章
- 照明：酒井信雄、戸塚和夫、銀屋謙蔵、城田昌貞、山岸清海
- 美術：川村晴通、阿部三郎、大瀬賢一
- 助監督：長石多可男、小林俊夫、鈴木隆志、松本喜隆、堀内泰治、天間敏広
- 作画（キャラクターデザイン）：野口竜
- 録音：北條照二
- 編集：吉川泰弘、祖田富美夫
- 選曲：秋本彰
- 効果：原田千昭
- 進行主任：飯田康之、工藤孝行、原田良彦、伊藤隆造、伊藤一男、立花浩
- 記録：山ノ内康代、久保田民子、福富京子、紀志一子、阿部道子、森美礼、川村澪子、植松よし子、津田のり子、船津一 ほか
- オートバイアクション（特技）：高橋政生、熊沢敏明
- 技斗：渡辺安章、岡田勝
- 企画協力：企画者104
- 制作担当：末永和雄、大里俊博
- 特撮：特撮研究所、石山信雄
- 特殊美術：コスモプロダクション
- 現像：東映化学
- オートバイ協力：鈴木自動車工業
- 衣裳協力：子供服のチャイルド
- 美術協力：島野工業
- 車輛協力：いすゞ自動車
- 制作仕上：映広音響
- 装置：協和美建、生田美術
- 装飾：大晃商会
- 衣裳：東京衣裳
- 美粧：入江プロ、佐藤せつ子
- 制作：NET、東映、大広

## 主題歌・挿入歌
主題歌シングルは1976年4月25日発売（SCS-294）。挿入歌の初出は1976年8月25日発売の「テレビまんが人気者（アイドル）デラックス 5」（CW-7076）。
全曲とも、作詞は八手三郎、作曲は渡辺岳夫、編曲は松山祐士による。

### 主題歌
オープニングテーマ「輝く太陽カゲスター」
歌：水木一郎
映像は2バージョン有るが、いずれもベルスターは登場しない。
藤井健とザ・ブレッスン・フォーによるカヴァー版（編曲は筒井広志）が存在する。
『ペットントン』でも使用されている。
エンディングテーマ「スター！ スター!！ カゲスター」
歌：水木一郎、コロムビアゆりかご会
こちらの方の映像には、ベルスターが登場している。

### 挿入歌
「カゲは行く行く」（22話で使用）
歌：水木一郎、コロムビアゆりかご会
「カゲよきみは友達さ」（22・34話で使用）
歌：水木一郎、こおろぎ'73

## 放映リスト
参照宇宙船SPECIAL 1998, p. 219
| 放送日   | 話数 | サブタイトル                           | 登場怪人 | 脚本     | 監督       |
| -------- | ---- | -------------------------------------- | --- | -------- | ---------- |
| 4月5日   | 1    | 影法師 レインボー作戦！                | 白蝋魔人 / 鬼沢（演：中庸介） | 石森史郎 | 加島昭     |
| 4月12日  | 2    | 黄金魔人 モグラ作戦！                  | 黄金魔人 / 金斗雲（演：南雲祐介） | 石森史郎 | 加島昭     |
| 4月19日  | 3    | 怪盗紅ヤモリ 追跡作戦！                | 紅ヤモリ（演：河村憲一郎） | 村山庄三 | 原田雄一   |
| 4月26日  | 4    | 恐怖のワクチン 毒グモ作戦！            | クモ男 / 三沢博士（演：伊藤久哉） | 土筆勉   | 原田雄一   |
| 5月3日   | 5    | 蛙怪人 ダイヤモンド作戦！              | 蛙怪人 / 綾小路八千代（演：たうみあきこ、声：沼波輝枝） 怪人どくろ男 / 綾小路貴子（演：星野みどり） 戦闘員リーダー / 執事今井（演：岩城力也） | 石森史郎 | 加島昭     |
| 5月10日  | 6    | 冷凍怪人 どぶねずみ作戦！              | ネズミ怪人 / 神博士（演：山本昌平） モヒガン（演：貝ノ瀬一夫）                                                                                | 石森史郎 | 加島昭     |
| 5月17日  | 7    | コウモリ男の宝さがし作戦！             | コウモリ男 / 村田（演：加地健太郎、声：辻村真人） ゴリラマン（演：団巌）                                                                      | 土筆勉   | 内田一作   |
| 5月31日  | 8    | カメレオン男の変装大作戦！             | カメレオン男 / 野々宮（演：上野山功一、声：八代駿）                                                                                           | 村山庄三 | 内田一作   |
| 6月7日   | 9    | 毒アゲハの大魔術作戦！                 | 怪人毒アゲハ / 白楽天（演：大木正司） | 土筆勉   | 加島昭     |
| 6月14日  | 10   | フクロウ怪人 夜行大作戦！              | フクロウ怪人 / 岩城（演：高城淳一） | 石森史郎 | 加島昭     |
| 6月21日  | 11   | 魔のオオカミ男 追跡作戦！              | 狼怪人 / オオカミマン / 武見助手（演：芹川洋）                                                                                                | 石森史郎 | 田口勝彦   |
| 6月28日  | 12   | 豹女の東京ジャングル作戦！             | 豹女 / 礼子（演：八代順子） | 土筆勉   | 田口勝彦   |
| 7月5日   | 13   | ドクターサタンの世界征服作戦!!         | キバイノシシ（声：辻村真人） | 石森史郎 | 長石多可男 |
| 7月12日  | 14   | カマキラーの人形作戦！                 | カマキラー（人間態：高杉哲平、声：八代駿） | 村山庄三 | 長石多可男 |
| 7月19日  | 15   | 少年サタン隊 ザリガニアン作戦！        | ザリガニアン（人間態：斉藤真、声：山下啓介）                                                                                                  | 石森史郎 | 内田一作   |
| 7月26日  | 16   | 怪人ムカデリヤ 東京砂地獄作戦！        | ムカデリヤ（人間体：内村不二人、声：峰恵研）                                                                                                  | 土筆勉   | 内田一作   |
| 8月2日   | 17   | 恐怖の殺人鬼 ハエドブラ作戦！          | ハエドブラー（人間体：黒部進、声：辻村真人）                                                                                                  | 土筆勉   | 田口勝彦   |
| 8月9日   | 18   | アリジゴク 東京壊滅作戦！              | アリジゴク（声：市川治） | 村山庄三 | 田口勝彦   |
| 8月16日  | 19   | 怪人サンゴラスの化石大作戦！           | サンゴラス（声：峰恵研） | 村山庄三 | 山田稔     |
| 8月23日  | 20   | 極悪怪人ベアーコング・コピー作戦！     | ベアーコング（人間体：石川敏、声：細井重之）                                                                                                  | 石森史郎 | 山田稔     |
| 8月30日  | 21   | ゴリラ怪人 大あばれ作戦！              | ゴリオリバー（人間体：ミスター珍、声：八代駿）                                                                                                | 石森史郎 | 山田稔     |
| 9月6日   | 22   | 毒魔人キノコンガ 誘拐作戦！            | キノコンガ（人間体：井上三千男、声：二見忠男） カニガブラー（人間態：大浜詩郎、声：辻村真人）                                                 | 石森史郎 | 内田一作   |
| 9月13日  | 23   | 怪人カニガブラー 首狩り作戦！          | キノコンガ（人間体：井上三千男、声：二見忠男） カニガブラー（人間態：大浜詩郎、声：辻村真人）                                                 | 石森史郎 | 内田一作   |
| 9月20日  | 24   | 怪人バラキュラーの皆殺し作戦！         | バラキュラー（声：沼波輝枝） | 土筆勉   | 山田稔     |
| 9月27日  | 25   | ドクガルダー 人喰い作戦！              | ドクガルダー（声：梶哲也） | 鷺山京子 | 内田一作   |
| 10月4日  | 26   | 怪人ヤマアラシスの殺人光線作戦！       | ヤマアラシス（声：山下啓介） | 村山庄三 | 山田稔     |
| 10月11日 | 27   | 恐怖のトンボギラー 金しばり作戦！      | トンボギラー（声：槐柳二） | 石森史郎 | 内田一作   |
| 10月18日 | 28   | 怪人ナメクジーガーの人間あやつり作戦！ | ナメクジーガー（声：八代駿） | 鷺山京子 | 内田一作   |
| 10月25日 | 29   | カラスガー 死の四次元作戦！            | カラスガー（人間態：梅津栄、声：梶哲也） | 石森史郎 | 内田一作   |
| 11月1日  | 30   | 猛牛怪人のカゲスター毒殺作戦！         | バッファローギュー（声：辻村真人） | 石森史郎 | 長石多可男 |
| 11月8日  | 31   | 怪人カミキーラーの炎地獄作戦！         | カミキーラー（声：槐柳二） | 石森史郎 | 長石多可男 |
| 11月15日 | 32   | 吸血カズラの子供さらい作戦！           | カズラゴン（声：峰恵研） | 村山庄三 | 長石多可男 |
| 11月22日 | 33   | オウム怪人の毒薬作戦！                 | オウムラーダ（声：八代駿） | 土筆勉   | 折田至     |
| 11月29日 | 34   | 死闘!! 激闘!! サタン帝国最後の日！     | トドギラス（声：池水通洋） 怪人軍団 | 石森史郎 | 折田至     |

- 5月24日はプロ野球中継「大洋×巨人」（川崎球場）のため休止[注釈 28]。

## 放送局
- NET（制作局）：月曜 19:00 - 19:30
- 北海道テレビ：月曜 19:00 - 19:30[20]
- 青森放送：金曜 17:55 - 18:25[21]
- 秋田放送：火曜 17:30 - 18:00[22]
- 山形テレビ：土曜 18:30 - 19:00[23]
- 東日本放送：月曜 19:00 - 19:30[24]
- 福島中央テレビ：土曜 19:00 - 19:30[25]
- 新潟総合テレビ：月曜 19:00 - 19:30[26]
- 静岡放送：火曜 17:30 - 18:00[27]
- 長野放送：土曜 18:30 - 19:00[23]
- 北日本放送：水曜 17:20 - 17:50[28]
- 石川テレビ：土曜 18:30 - 19:00[29]
- 福井放送：土曜 19:00 - 19:30[30]
- 名古屋テレビ：月曜 19:00 - 19:30[31]
- 朝日放送：月曜 19:00 - 19:30[32]
- 山陰放送：水曜 19:00 - 19:30[33]
- 瀬戸内海放送：月曜 19:00 - 19:30[34]
- 広島ホームテレビ：月曜 19:00 - 19:30[34]
- 山口放送：金曜 17:15 - 17:45[35]
- 四国放送：火曜 17:30 - 18:00[32]
- テレビ愛媛：土曜 18:30 - 19:00[35]
- 九州朝日放送：月曜 19:00 - 19:30[36]
- 長崎放送：月曜 16:55 - 17:25[36]
- テレビ大分：月曜 19:00 - 19:30[35]
- 鹿児島テレビ：月曜 19:00 - 19:30[37]

## 劇場版
ザ・カゲスター（1976年7月22日公開）
脚本：石森史郎、土筆勉　監督：内田一作
登場怪人：カブトギラー（声：辻村真人）、クモ怪人（声：沢りつお）、コウモリ怪人（演：加地健太郎）、豹女（演：八代順子）、イノシシ怪人（声：八代駿）
東映まんがまつりの一編として上映。時系列的にはサタン帝国が登場した13話以降の話である。カブトギラー以外の怪人は、刑務所に送り込まれていたのをドクターサタンが脱獄させた、という設定で再登場している。
DVD「ザ・カゲスター Vol.3」の映像特典や、2007年12月7日に発売された「東映特撮ヒーロー THE MOVIE BOX」および2009年11月21日の「東映特撮ヒーロー THE MOVIE Vol.4」に収録されている。

## 映像ソフト化
- 2008年6月21日から8月8日にかけて初ソフト化となるDVDが東映ビデオより発売された。全3巻の各2枚組で各巻11話（Vol.1のみ12話）収録。

## CS放送
- 2005年までにファミリー劇場にて3期にわたり放送された。（最終1期は一挙放送）
- 2009年3月から7月まで、東映チャンネルの「GO! GO! ヒーローズ」枠にてニューマスター版の放送が行われた。
- 2022年4月から、同じく東映チャンネルの「GO! GO! ヒーローズ」枠で再放送されることが決まった[38]。

## ネット配信
2013年2月25日から6月23日まで、YouTubeの「東映特撮 YouTube Official」にて全34話が配信されたほか、2015年12月23日から2016年4月20日まで再配信が行われた。

## 漫画版
- テレビランド 1976年4、5月号　作画：のぐち竜、1976年6月号 - 12月号　作画：浅井まさのぶ
- 小学一年生 1976年4月号 - 12月号　作画：浅井まさのぶ
- 小学二年生 1976年4月号 - 8月号　作画：池原成利、1976年9月号 - 11月号　作画：かたおか徹治

## ゲーム
- アジト3に登場している。